# Кьёлюр

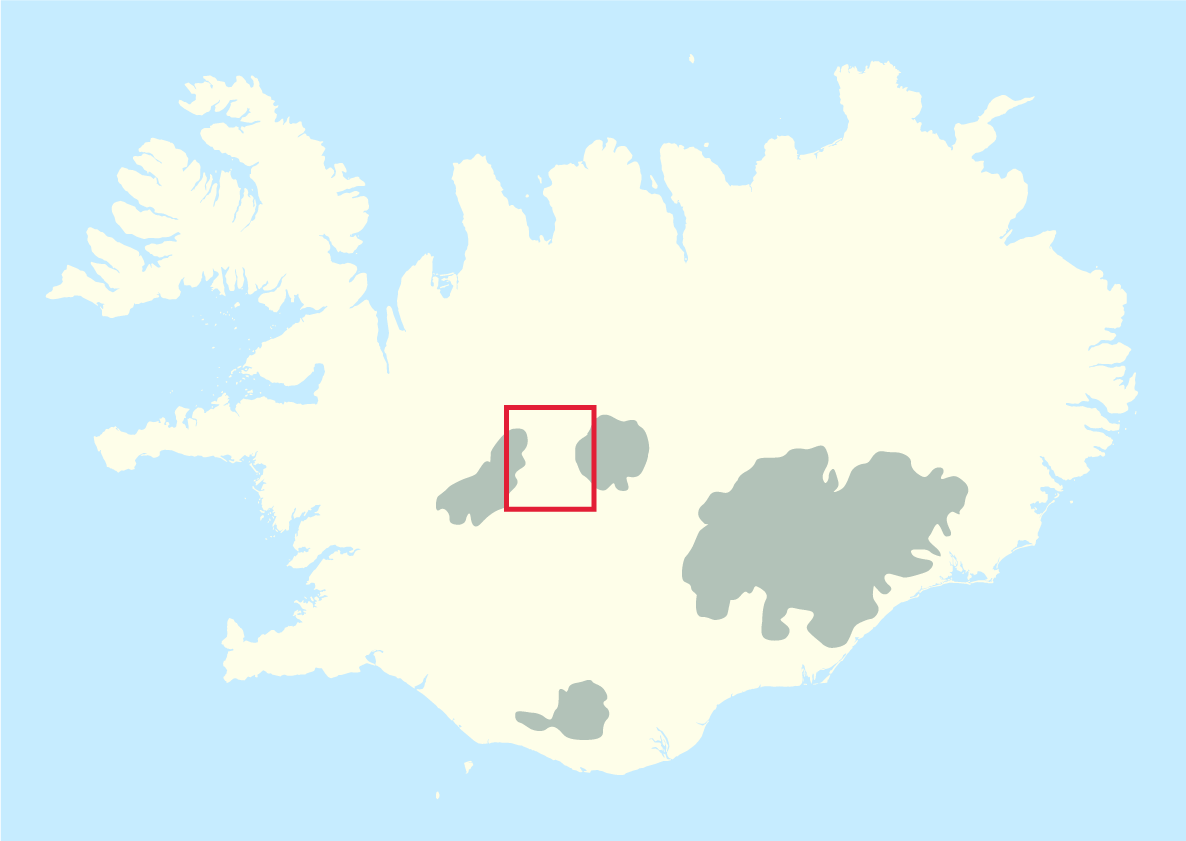
Расположение местности Кьёлюр

Кьёлюр (исл. Kjölur) — возвышенность на Исландском плато, ориентировочно определяемая как местность между ледниками Лаунгйёкюдль
и Хофсйёкюдль. Находится на высоте примерно 600—700 м.

## География
На северной оконечности дороги Кьёлюр около водопадов реки Бланда горячие источники Хвераведлир привели к образованию тёплого оазиса. Недалеко от Хвераведлира к северо-востоку от дороги 
находится горный массив вулканического происхождения Кедлингарфьёдль. 

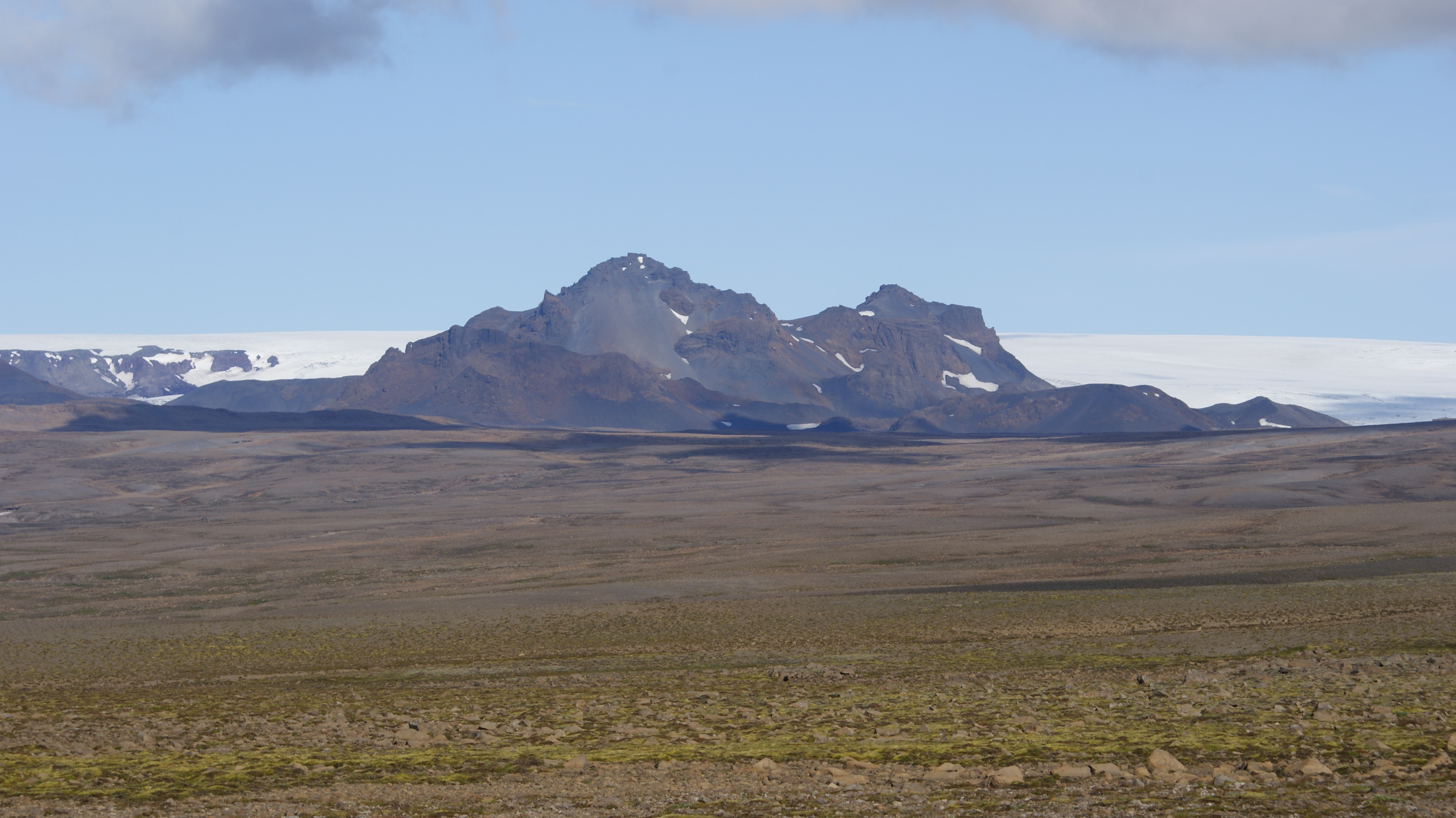
Вид с плато Кьёлюр на Хофсйёкюдль

## История
Как и горная дорога Спрейнгисандюр, данная местность известна, по всей видимости, со времен первых исландских поселенцев и упоминается в исландских сагах.
Дорога вдоль ледника Лаунгйёкюдль использовалась в качестве кратчайшего пути между областями в течение лета.  Теперь эта дорога известна как Kjalvegur hinn forni и до сих пор используется для пешего туризма и прогулок на лошадях.
Каменные столбы отмечают  дорогу среди горной пустыни. После того как 	в конце XVIII в. несколько человек погибли в снежный шторм,  дорога была заброшена почти на 100 лет. Вновь дорога была открыта в XIX в.
В XVIII в. исландский преступник Фьядла-Эйвинд поселился в области геотермальных источников Хвераведлир. Один из горячих источников до сих пор используется для купания.

## Транспорт
Через центр данной местности проходит дорога Кьяльвегюр (F35), соединяющая регионы Сюдюрланд и Нордюрланд-Вестра. Несколько меньших дорог ответвляется  от главной, позволяя подъехать на  машине к  Хвераведлиру и Кедлингарфьёдлю.